# Exephanes riesei
Exephanes riesei là một loài tò vò trong họ Ichneumonidae.